# Mistrzostwa Świata w Piłce Nożnej 2026 (eliminacje strefy CONMEBOL)
Ten artykuł dotyczy trwającego lub niedawnego wydarzenia sportowego. Informacje w nim zamieszczone mogą się zmienić lub zdezaktualizować wraz z postępem zdarzenia. Początkowe doniesienia, wyniki lub statystyki mogą być niepewne. Ostatnie aktualizacje do tego artykułu mogą nie odzwierciedlać najbardziej aktualnych informacji.
Eliminacje do Mistrzostw Świata w Piłce Nożnej 2026 w strefie CONMEBOL, które odbędą się w Kanadzie, Stanach Zjednoczonych i Meksyku.

## Drużyny
| Drużyna   | Liczba występów w MŚ | Najlepszy wynik w MŚ                       |
| Argentyna | 18 (1930, 1934, 1958, 1962, 1966, 1974, 1978, 1982, 1986, 1990, 1994, 1998, 2002, 2006, 2010, 2014, 2018, 2022)                         | Mistrzostwo (1978, 1986, 2022)             |
| Boliwia   | 3 (1930, 1950, 1994) | Faza grupowa (1930, 1950, 1994)            |
| Brazylia  | 22 (1930, 1934, 1938, 1950, 1954, 1958, 1962, 1966, 1970, 1974, 1978, 1982, 1986, 1990, 1994, 1998, 2002, 2006, 2010, 2014, 2018, 2022) | Mistrzostwo (1958, 1962, 1970, 1994, 2002) |
| Chile     | 9 (1930, 1950, 1962, 1966, 1974, 1982, 1998, 2010, 2014)                                                                                | III miejsce (1962)                         |
| Ekwador   | 4 (2002, 2006, 2014, 2022) | 1/8 finału (2006)                          |
| Kolumbia  | 6 (1962, 1990, 1994, 1998, 2014, 2018)                                                                                                  | Ćwierćfinał (2014)                         |
| Paragwaj  | 8 (1930, 1950, 1958, 1986, 1998, 2002, 2006, 2010)                                                                                      | Ćwierćfinał (2010)                         |
| Peru      | 5 (1930, 1970, 1978, 1982, 2018) | Ćwierćfinał (1970)                         |
| Urugwaj   | 14 (1930, 1950, 1954, 1962, 1966, 1970, 1974, 1986, 1990, 2002, 2010, 2014, 2018, 2022)                                                 | Mistrzostwo (1930, 1950)                   |
| Wenezuela | 0 | –                                          |

## Terminarz
Terminarz rozgrywek został oficjalnie zatwierdzony 16 marca 2023 r.
| Nr kolejki | Termin               |
| ---------- | -------------------- |
| 1.         | 7-8 września 2023    |
| 2.         | 12 września 2023     |
| 3.         | 12 października 2023 |
| 4.         | 17 października 2023 |
| 5.         | 16 listopada 2023    |
| 6.         | 21 listopada 2023    |

| Nr kolejki | Termin                  |
| ---------- | ----------------------- |
| 7.         | 5-6 września 2024       |
| 8.         | 10 września 2024        |
| 9.         | 10-11 października 2024 |
| 10.        | 15 października 2024    |
| 11.        | 14-15 listopada 2024    |
| 12.        | 19 listopada 2024       |

| Nr kolejki | Termin           |
| ---------- | ---------------- |
| 13.        | 20-21 marca 2025 |
| 14.        | 25 marca 2025    |
| 15.        | 5-6 czerwca 2025 |
| 16.        | 10 czerwca 2025  |
| 17.        | 4 września 2025  |
| 18.        | 9 września 2025  |

## Format
Format rozgrywek jest praktycznie taki sam jak w poprzednich edycjach. W jednej grupie złożonej z 10 zespołów zmierzą się reprezentacje narodowe z Ameryki Południowej. Mecze rozgrywane będą systemem kołowym. Kolejność rozgrywanych meczów będzie identyczna jak w poprzednich eliminacjach. Różnicą w porównaniu z poprzednimi latami jest liczba zakwalifikowanych drużyn. 6 najlepszych zespołów kwalifikuje się bezpośrednio na Mundial 2026. Siódma reprezentacja zagra w barażach interkontynentalnych.
Reprezentacja Ekwadoru została ukarana odjęciem trzech punktów za wystawienie w poprzednich eliminacjach zawodnika o fałszywych dokumentach, Byrona Castillo.

## Tabela
| Lp. | Drużyna       | M  | Z  | R | P  | B+ | B– | +/– | Pkt | Kwalifikacja                         |     | Argentyna | Ekwador | Brazylia | Urugwaj | Paragwaj | Kolumbia | Wenezuela | Boliwia | Peru | Chile |
| --- | ------------- | -- | -- | - | -- | -- | -- | --- | --- | ------------------------------------ | --- | --------- | ------- | -------- | ------- | -------- | -------- | --------- | ------- | ---- | ----- |
| 1   | Argentyna (A) | 16 | 11 | 2 | 3  | 28 | 9  | +19 | 35  | Awans na Mistrzostwa Świata 2026     |     |           | 1–0     | 4–1      | 0–2     | 1–0      | 1–1      | wrz       | 6–0     | 1–0  | 3–0   |
| 2   | Ekwador (A)   | 16 | 7  | 7 | 2  | 13 | 5  | +8  | 25  | Awans na Mistrzostwa Świata 2026     |     | wrz       |         | 0–0      | 2–1     | 0–0      | 0–0      | 2–1       | 4–0     | 1–0  | 1–0   |
| 3   | Brazylia (A)  | 16 | 7  | 4 | 5  | 21 | 16 | +5  | 25  | Awans na Mistrzostwa Świata 2026     |     | 0–1       | 1–0     |          | 1–1     | 1–0      | 2–1      | 1–1       | 5–1     | 4–0  | wrz   |
| 4   | Urugwaj       | 16 | 6  | 6 | 4  | 19 | 12 | +7  | 24  | Awans na Mistrzostwa Świata 2026     |     | 0–1       | 0–0     | 2–0      |         | 0–0      | 3–2      | 2–0       | 3–0     | wrz  | 3–1   |
| 5   | Paragwaj      | 16 | 6  | 6 | 4  | 13 | 10 | +3  | 24  | Awans na Mistrzostwa Świata 2026     |     | 2–1       | wrz     | 1–0      | 2–0     |          | 0–1      | 2–1       | 1–0     | 0–0  | 1–0   |
| 6   | Kolumbia      | 16 | 5  | 7 | 4  | 19 | 15 | +4  | 22  | Awans na Mistrzostwa Świata 2026     |     | 2–1       | 0–1     | 2–1      | 2–2     | 2–2      |          | 1–0       | wrz     | 0–0  | 4–0   |
| 7   | Wenezuela     | 16 | 4  | 6 | 6  | 15 | 19 | −4  | 18  | Awans do Baraży interkontynentalnych |     | 1–1       | 0–0     | 1–1      | 0–0     | 1–0      | wrz      |           | 2–0     | 1–0  | 3–0   |
| 8   | Boliwia       | 16 | 5  | 2 | 9  | 16 | 32 | −16 | 17  |                                      |     | 0–3       | 1–2     | wrz      | 0–0     | 2–2      | 1–0      | 4–0       |         | 2–0  | 2–0   |
| 9   | Peru          | 16 | 2  | 6 | 8  | 6  | 17 | −11 | 12  |                                      | 0–2 | 0–0       | 0–1     | 1–0      | wrz     | 1–1      | 1–1      | 3–1       |         | 0–0  |       |
| 10  | Chile (E)     | 16 | 2  | 4 | 10 | 9  | 24 | −15 | 10  |                                      | 0–1 | 0–0       | 1–2     | wrz      | 0–0     | 0–0      | 4–2      | 1–2       | 2–0     |      |       |

1. ↑  Ekwador został ukarany odjęciem trzech punktów za wystawienie gracza o sfałszowanych dokumentach, Byrona Castillo[4].

## Wyniki

### Kolejka 1
| 8 września 202300:30 CEST | Paragwaj | 0:0(0:0) | Peru | Estadio Antonio Oddone Sarubbi, Ciudad del Este Widzów: 16 211 Sędzia: Andrés Matonte |
| 8 września 202300:30 CEST |          | 0:0(0:0) |      | Estadio Antonio Oddone Sarubbi, Ciudad del Este Widzów: 16 211 Sędzia: Andrés Matonte |

| 8 września 202301:00 CEST | Kolumbia  | 1:0(0:0) | Wenezuela | Estadio Metropolitano Roberto Meléndez, Barranquilla Widzów: 43 084 Sędzia: Anderson Daronco |
| 8 września 202301:00 CEST | Borré 46' | 1:0(0:0) |           | Estadio Metropolitano Roberto Meléndez, Barranquilla Widzów: 43 084 Sędzia: Anderson Daronco |

| 8 września 202302:00 CEST | Argentyna | 1:0(0:0) | Ekwador | Estadio Monumental, Buenos Aires Widzów: 84 500 Sędzia: Wilmar Roldán |
| 8 września 202302:00 CEST | Messi 78' | 1:0(0:0) |         | Estadio Monumental, Buenos Aires Widzów: 84 500 Sędzia: Wilmar Roldán |

| 9 września 202301:00 CEST | Urugwaj                              | 3:1(2:0) | Chile     | Estadio Centenario, Montevideo Widzów: 49 713 Sędzia: Darío Herrera |
| 9 września 202301:00 CEST | de la Cruz 38', 71' · Valverde 45+2' | 3:1(2:0) | 74' Vidal | Estadio Centenario, Montevideo Widzów: 49 713 Sędzia: Darío Herrera |

| 9 września 202302:45 CEST | Brazylia                                            | 5:1(1:0) | Boliwia    | Estádio Olímpico do Pará, Belém Widzów: 48 183 Sędzia: Juan Gabriel Benítez |
| 9 września 202302:45 CEST | Rodrygo 24', 53' · Raphinha 47' · Neymar 61', 90+3' | 5:1(1:0) | 78' Ábrego | Estádio Olímpico do Pará, Belém Widzów: 48 183 Sędzia: Juan Gabriel Benítez |

### Kolejka 2
| 12 września 202322:00 CEST | Boliwia                                       | 0:3(0:2) | Argentyna | Estadio Hernando Siles, La Paz Widzów: 24 000 Sędzia: Esteban Ostojich |
| 12 września 202322:00 CEST | 31' Fernández · 42' Tagliafico · 83' González | 0:3(0:2) |           | Estadio Hernando Siles, La Paz Widzów: 24 000 Sędzia: Esteban Ostojich |

| 12 września 202323:00 CEST | Ekwador           | 2:1(1:1) | Urugwaj      | Estadio Rodrigo Paz Delgado, Quito Widzów: 35 613 Sędzia: Wilton Sampaio |
| 12 września 202323:00 CEST | Torres 45+5', 61' | 2:1(1:1) | 38' Canobbio | Estadio Rodrigo Paz Delgado, Quito Widzów: 35 613 Sędzia: Wilton Sampaio |

| 13 września 202300:00 CEST | Wenezuela         | 1:0(0:0) | Paragwaj | Estadio Monumental, Maturín Widzów: 34 187 Sędzia: Andrés Rojas |
| 13 września 202300:00 CEST | Rondón 90+3' (k.) | 1:0(0:0) |          | Estadio Monumental, Maturín Widzów: 34 187 Sędzia: Andrés Rojas |

| 13 września 202303:30 CEST | Chile | 0:0(0:0) | Kolumbia | Estadio Monumental David Arellano, Santiago Widzów: 37 081 Sędzia: Jesús Valenzuela |
| 13 września 202303:30 CEST |       | 0:0(0:0) |          | Estadio Monumental David Arellano, Santiago Widzów: 37 081 Sędzia: Jesús Valenzuela |

| 13 września 202304:00 CEST | Peru           | 0:1(0:0) | Brazylia | miejsce Narodowy, Lima Widzów: 56 328 Sędzia: Fernando Rapallini |
| 13 września 202304:00 CEST | 90' Marquinhos | 0:1(0:0) |          | miejsce Narodowy, Lima Widzów: 56 328 Sędzia: Fernando Rapallini |

### Kolejka 3
| 12 października 202322:30 CEST | Kolumbia              | 2:2(1:0) | Urugwaj                        | Estadio Metropolitano Roberto Meléndez, Barranquilla Widzów: 43 915 Sędzia: Piero Maza |
| 12 października 202322:30 CEST | James 35' · Uribe 52' | 2:2(1:0) | 47' Olivera · 90+1' (k.) Núñez | Estadio Metropolitano Roberto Meléndez, Barranquilla Widzów: 43 915 Sędzia: Piero Maza |

| 13 października 202301:00 CEST | Boliwia     | 1:2(0:1) | Ekwador                    | Estadio Hernando Siles, La Paz Widzów: 34 200 Sędzia: Cristian Garay |
| 13 października 202301:00 CEST | Ramallo 83' | 1:2(0:1) | 45' Páez · 90+6' Rodríguez | Estadio Hernando Siles, La Paz Widzów: 34 200 Sędzia: Cristian Garay |

| 13 października 202301:00 CEST | Argentyna   | 1:0(1:0) | Paragwaj | Estadio Monumental, Buenos Aires Widzów: 80 000 Sędzia: Raphael Claus |
| 13 października 202301:00 CEST | Otamendi 3' | 1:0(1:0) |          | Estadio Monumental, Buenos Aires Widzów: 80 000 Sędzia: Raphael Claus |

| 13 października 202302:00 CEST | Chile                    | 2:0(0:0) | Peru | Estadio Monumental David Arellano, Santiago Widzów: 36 847 Sędzia: Wilmar Roldán |
| 13 października 202302:00 CEST | Valdés 74' · Núñez 90+1' | 2:0(0:0) |      | Estadio Monumental David Arellano, Santiago Widzów: 36 847 Sędzia: Wilmar Roldán |

| 13 października 202302:30 CEST | Brazylia    | 1:1(0:0) | Wenezuela | Arena Pantanal, Cuiabá Widzów: 39 018 Sędzia: Kevin Ortega |
| 13 października 202302:30 CEST | Gabriel 50' | 1:1(0:0) | 83' Bello | Arena Pantanal, Cuiabá Widzów: 39 018 Sędzia: Kevin Ortega |

### Kolejka 4
| 17 października 202323:00 CEST | Wenezuela                               | 3:0(1:0) | Chile | Estadio Monumental de Maturín, Maturín Widzów: 48 076 Sędzia: Flavio Rodrigues de Souza |
| 17 października 202323:00 CEST | Soteldo 45+1' · Rondón 72' · Machís 79' | 3:0(1:0) |       | Estadio Monumental de Maturín, Maturín Widzów: 48 076 Sędzia: Flavio Rodrigues de Souza |

| 18 października 202300:30 CEST | Paragwaj     | 1:0(0:0) | Boliwia | Estadio Antonio Oddone Sarubbi, Ciudad del Este Widzów: 30 681 Sędzia: Gustavo Tejera |
| 18 października 202300:30 CEST | Sanabria 69' | 1:0(0:0) |         | Estadio Antonio Oddone Sarubbi, Ciudad del Este Widzów: 30 681 Sędzia: Gustavo Tejera |

| 18 października 202301:30 CEST | Ekwador | 0:0(0:0) | Kolumbia | Estadio Rodrigo Paz Delgado, Quito Widzów: 38 702 Sędzia: Facundo Tello |
| 18 października 202301:30 CEST |         | 0:0(0:0) |          | Estadio Rodrigo Paz Delgado, Quito Widzów: 38 702 Sędzia: Facundo Tello |

| 18 października 202302:00 CEST | Urugwaj                    | 2:0(1:0) | Brazylia | Estadio Centenario, Montevideo Widzów: 52 477 Sędzia: Alexis Herrera |
| 18 października 202302:00 CEST | Núñez 42' · de la Cruz 77' | 2:0(1:0) |          | Estadio Centenario, Montevideo Widzów: 52 477 Sędzia: Alexis Herrera |

| 18 października 202304:00 CEST | Peru           | 0:2(0:2) | Argentyna | Stadion Narodowy, Lima Widzów: 37 675 Sędzia: Jesús Valenzuela |
| 18 października 202304:00 CEST | 32', 42' Messi | 0:2(0:2) |           | Stadion Narodowy, Lima Widzów: 37 675 Sędzia: Jesús Valenzuela |

### Kolejka 5
| 16 listopada 202321:00 CET | Boliwia                   | 2:0(1:0) | Peru | Estadio Hernando Siles, La Paz Sędzia: Guillermo Guerrero |
| 16 listopada 202321:00 CET | H. Vaca 20' · R. Vaca 87' | 2:0(1:0) |      | Estadio Hernando Siles, La Paz Sędzia: Guillermo Guerrero |

| 16 listopada 202323:00 CET | Wenezuela | 0:0(0:0) | Ekwador | Estadio Monumental de Maturín, Maturín Sędzia: Juan Benítez |
| 16 listopada 202323:00 CET |           | 0:0(0:0) |         | Estadio Monumental de Maturín, Maturín Sędzia: Juan Benítez |

| 17 listopada 202301:00 CET | Kolumbia      | 2:1(0:1) | Brazylia      | Estadio Metropolitano Roberto Meléndez, Barranquilla Sędzia: Andrés Matonte |
| 17 listopada 202301:00 CET | Díaz 75', 79' | 2:1(0:1) | 4' Martinelli | Estadio Metropolitano Roberto Meléndez, Barranquilla Sędzia: Andrés Matonte |

| 17 listopada 202301:00 CET | Argentyna                 | 0:2(0:1) | Urugwaj | Estadio Alberto J. Armando, Buenos Aires Sędzia: Wilmar Roldán |
| 17 listopada 202301:00 CET | 41' R. Araújo · 87' Núñez | 0:2(0:1) |         | Estadio Alberto J. Armando, Buenos Aires Sędzia: Wilmar Roldán |

| 17 listopada 202301:30 CET | Chile | 0:0(0:0) | Paragwaj | Estadio Monumental David Arellano, Santiago Sędzia: Fernando Rapallini |
| 17 listopada 202301:30 CET |       | 0:0(0:0) |          | Estadio Monumental David Arellano, Santiago Sędzia: Fernando Rapallini |

### Kolejka 6
| 22 listopada 202300:00 CET | Paragwaj      | 0:1(0:1) | Kolumbia | Estadio Defensores del Chaco, Asunción Widzów: 25 190 Sędzia: Jesús Valenzuela |
| 22 listopada 202300:00 CET | 11' (k) Borré | 0:1(0:1) |          | Estadio Defensores del Chaco, Asunción Widzów: 25 190 Sędzia: Jesús Valenzuela |

| 22 listopada 202300:30 CET | Urugwaj                              | 3:0(1:0) | Boliwia | Estadio Centenario, Montevideo Widzów: 46 100 Sędzia: Kevin Ortega |
| 22 listopada 202300:30 CET | Núñez 15', 71' · Villamil 39' (sam.) | 3:0(1:0) |         | Estadio Centenario, Montevideo Widzów: 46 100 Sędzia: Kevin Ortega |

| 22 listopada 202300:30 CET | Ekwador  | 1:0(1:0) | Chile | Estadio Rodrigo Paz Delgado, Quito Widzów: 36 873 Sędzia: Anderson Daronco |
| 22 listopada 202300:30 CET | Mena 21' | 1:0(1:0) |       | Estadio Rodrigo Paz Delgado, Quito Widzów: 36 873 Sędzia: Anderson Daronco |

| 22 listopada 202301:30 CET | Brazylia     | 0:1(0:0) | Argentyna | Maracanã, Rio de Janeiro Widzów: 68 138 Sędzia: Piero Maza |
| 22 listopada 202301:30 CET | 63' Otamendi | 0:1(0:0) |           | Maracanã, Rio de Janeiro Widzów: 68 138 Sędzia: Piero Maza |

| 22 listopada 202303:00 CET | Peru      | 1:1(1:0) | Wenezuela    | Stadion Narodowy, Lima Widzów: 27 323 Sędzia: Darío Humberto Herrera |
| 22 listopada 202303:00 CET | Yotún 17' | 1:1(1:0) | 54' Savarino | Stadion Narodowy, Lima Widzów: 27 323 Sędzia: Darío Humberto Herrera |

### Kolejka 7
| 5 września 202422:00 CEST | Boliwia                                                  | 4:0(2:0) | Wenezuela | Estadio Municipal de El Alto, El Alto Sędzia: Wilmar Roldán |
| 5 września 202422:00 CEST | Vaca 13' · Algarañaz 45+5' · Terceros 46' · Monteiro 89' | 4:0(2:0) |           | Estadio Municipal de El Alto, El Alto Sędzia: Wilmar Roldán |

| 6 września 202402:00 CEST | Argentyna                                     | 3:0(0:0) | Chile | Estadio Monumental, Buenos Aires Widzów: 52 160 Sędzia: Jesús Valenzuela |
| 6 września 202402:00 CEST | Mac Allister 48' · Álvarez 84' · Dybala 90+1' | 3:0(0:0) |       | Estadio Monumental, Buenos Aires Widzów: 52 160 Sędzia: Jesús Valenzuela |

| 7 września 202401:30 CEST | Urugwaj | 0:0(0:0) | Paragwaj | Estadio Centenario, Montevideo Widzów: 47 741 Sędzia: Darío Herrera |
| 7 września 202401:30 CEST |         | 0:0(0:0) |          | Estadio Centenario, Montevideo Widzów: 47 741 Sędzia: Darío Herrera |

| 7 września 202403:00 CEST | Brazylia    | 1:0(1:0) | Ekwador | Estádio Couto Pereira, Kurytyba Sędzia: Facundo Tello |
| 7 września 202403:00 CEST | Rodrygo 30' | 1:0(1:0) |         | Estádio Couto Pereira, Kurytyba Sędzia: Facundo Tello |

| 7 września 202403:30 CEST | Peru        | 1:1(0:0) | Kolumbia | Estadio Monumental, Lima Sędzia: Esteban Ostojich |
| 7 września 202403:30 CEST | Callens 68' | 1:1(0:0) | 82' Díaz | Estadio Monumental, Lima Sędzia: Esteban Ostojich |

### Kolejka 8
| 10 września 202422:30 CEST | Kolumbia                     | 2:1(1:0) | Argentyna    | Estadio Metropolitano Roberto Meléndez, Barranquilla Sędzia: Piero Maza |
| 10 września 202422:30 CEST | Mosquera 25' · James 60' (k) | 2:1(1:0) | 48' González | Estadio Metropolitano Roberto Meléndez, Barranquilla Sędzia: Piero Maza |

| 10 września 202423:00 CEST | Ekwador      | 1:0(0:0) | Peru | Estadio Rodrigo Paz Delgado, Quito Sędzia: Andrés Rojas |
| 10 września 202423:00 CEST | Valencia 54' | 1:0(0:0) |      | Estadio Rodrigo Paz Delgado, Quito Sędzia: Andrés Rojas |

| 10 września 202423:00 CEST | Chile      | 1:2(1:2) | Boliwia                        | Estadio Nacional Julio Martínez Prádanos, Santiago Sędzia: Juan Gabriel Benítez |
| 10 września 202423:00 CEST | Vargas 39' | 1:2(1:2) | 13' Algarañaz · 45+1' Terceros | Estadio Nacional Julio Martínez Prádanos, Santiago Sędzia: Juan Gabriel Benítez |

| 11 września 202400:00 CEST | Wenezuela | 0:0(0:0) | Urugwaj | Estadio Monumental de Maturín, Maturín Sędzia: Raphael Claus |
| 11 września 202400:00 CEST |           | 0:0(0:0) |         | Estadio Monumental de Maturín, Maturín Sędzia: Raphael Claus |

| 11 września 202402:00 CEST | Paragwaj  | 1:0(1:0) | Brazylia | Estadio Defensores del Chaco, Asunción Widzów: 31 962 Sędzia: Andrés Matonte |
| 11 września 202402:00 CEST | Gómez 20' | 1:0(1:0) |          | Estadio Defensores del Chaco, Asunción Widzów: 31 962 Sędzia: Andrés Matonte |

### Kolejka 9
| 10 października 202422:00 CEST | Boliwia      | 1:0(0:0) | Kolumbia | Estadio Municipal de El Alto, El Alto Sędzia: Wilton Sampaio |
| 10 października 202422:00 CEST | Terceros 58' | 1:0(0:0) |          | Estadio Municipal de El Alto, El Alto Sędzia: Wilton Sampaio |

| 10 października 202423:00 CEST | Ekwador | 0:0(0:0) | Paragwaj | Estadio Rodrigo Paz Delgado, Quito Sędzia: Raphael Claus |
| 10 października 202423:00 CEST |         | 0:0(0:0) |          | Estadio Rodrigo Paz Delgado, Quito Sędzia: Raphael Claus |

| 10 października 202423:00 CEST | Wenezuela  | 1:1(0:1) | Argentyna    | Estadio Monumental de Maturín, Maturín Sędzia: Gustavo Tejera |
| 10 października 202423:00 CEST | Rondón 65' | 1:1(0:1) | 13' Otamendi | Estadio Monumental de Maturín, Maturín Sędzia: Gustavo Tejera |

| 11 października 202402:00 CEST | Chile     | 1:2(1:1) | Brazylia                        | Estadio Nacional Julio Martínez Prádanos, Santiago Sędzia: Darío Herrera |
| 11 października 202402:00 CEST | Vargas 2' | 1:2(1:1) | 45+1' Igor Jesus · 89' Henrique | Estadio Nacional Julio Martínez Prádanos, Santiago Sędzia: Darío Herrera |

| 12 października 202403:30 CEST | Peru       | 1:0(0:0) | Urugwaj | Stadion Narodowy. Lima Sędzia: Facundo Tello |
| 12 października 202403:30 CEST | Araujo 88' | 1:0(0:0) |         | Stadion Narodowy. Lima Sędzia: Facundo Tello |

### Kolejka 10
| 15 października 202422:30 CEST | Kolumbia                                              | 4:0(1:0) | Chile | Estadio Metropolitano Roberto Meléndez, Barranquilla Sędzia: Jesús Valenzuela |
| 15 października 202422:30 CEST | Sánchez 34' · Díaz 52' · Durán 82' · Sinisterra 90+3' | 4:0(1:0) |       | Estadio Metropolitano Roberto Meléndez, Barranquilla Sędzia: Jesús Valenzuela |

| 16 października 202401:00 CEST | Paragwaj          | 2:1(0:1) | Wenezuela    | Estadio Defensores del Chaco, Asunción Sędzia: Piero Maza |
| 16 października 202401:00 CEST | Sanabria 59', 74' | 2:1(0:1) | 25' Aramburu | Estadio Defensores del Chaco, Asunción Sędzia: Piero Maza |

| 16 października 202401:30 CEST | Urugwaj | 0:0(0:0) | Ekwador | Estadio Centenario, Montevideo Sędzia: Cristian Garay |
| 16 października 202401:30 CEST |         | 0:0(0:0) |         | Estadio Centenario, Montevideo Sędzia: Cristian Garay |

| 16 października 202402:00 CEST | Argentyna                                                       | 6:0(3:0) | Boliwia | Estadio Monumental, Buenos Aires Sędzia: Kevin Ortega |
| 16 października 202402:00 CEST | Messi 19', 84', 86' · Martínez 43' · Álvarez 45+3' · Almada 69' | 6:0(3:0) |         | Estadio Monumental, Buenos Aires Sędzia: Kevin Ortega |

| 16 października 202402:45 CEST | Brazylia                                               | 4:0(1:0) | Peru | Estádio Mané Garrincha, Brasília Sędzia: Esteban Ostojich |
| 16 października 202402:45 CEST | Raphinha 38' (k), 54' (k) · Pereira 71' · Henrique 74' | 4:0(1:0) |      | Estádio Mané Garrincha, Brasília Sędzia: Esteban Ostojich |

### Kolejka 11
| 14 listopada 202422:00 CET | Wenezuela   | 1:1(0:1) | Brazylia     | Estadio Monumental de Maturín, Maturín Sędzia: Andrés Rojas |
| 14 listopada 202422:00 CET | Segovia 46' | 1:1(0:1) | 43' Raphinha | Estadio Monumental de Maturín, Maturín Sędzia: Andrés Rojas |

| 15 listopada 202400:30 CET | Paragwaj                    | 2:1(1:1) | Argentyna        | Estadio Defensores del Chaco, Asunción Sędzia: Anderson Daronco |
| 15 listopada 202400:30 CET | Sanabria 19' · Alderete 47' | 2:1(1:1) | 11' La. Martínez | Estadio Defensores del Chaco, Asunción Sędzia: Anderson Daronco |

| 15 listopada 202401:00 CET | Ekwador                                        | 4:0(2:0) | Boliwia | Estadio Monumental Isidro Romero Carbo, Guayaquil Sędzia: Maximiliano Ramírez |
| 15 listopada 202401:00 CET | Valencia 26' (k.) · Plata 29', 49' · Minda 61' | 4:0(2:0) |         | Estadio Monumental Isidro Romero Carbo, Guayaquil Sędzia: Maximiliano Ramírez |

| 16 listopada 202401:00 CET | Urugwaj                                          | 3:2(0:1) | Kolumbia                   | Estadio Centenario, Montevideo Sędzia: Kevin Ortega |
| 16 listopada 202401:00 CET | Sánchez 57' (sam.) · Aguirre 60' · Ugarte 90+11' | 3:2(0:1) | 31' Quintero · 90+6' Gómez | Estadio Centenario, Montevideo Sędzia: Kevin Ortega |

| 16 listopada 202402:30 CET | Peru | 0:0(0:0) | Chile | Estadio Monumental, Lima Sędzia: Wilton Sampaio |
| 16 listopada 202402:30 CET |      | 0:0(0:0) |       | Estadio Monumental, Lima Sędzia: Wilton Sampaio |

### Kolejka 12
| 19 listopada 202421:00 CET | Boliwia                         | 2:2(1:0) | Paragwaj                   | Estadio Municipal de El Alto, El Alto Sędzia: Andrés Matonte |
| 19 listopada 202421:00 CET | E. Vaca 15' · Terceros 80' (k.) | 2:2(1:0) | 71' Almirón · 90+1' Enciso | Estadio Municipal de El Alto, El Alto Sędzia: Andrés Matonte |

| 20 listopada 202400:00 CET | Kolumbia    | 0:1(0:1) | Ekwador | Estadio Metropolitano Roberto Meléndez, Barranquilla Sędzia: Esteban Ostojich |
| 20 listopada 202400:00 CET | 7' Valencia | 0:1(0:1) |         | Estadio Metropolitano Roberto Meléndez, Barranquilla Sędzia: Esteban Ostojich |

| 20 listopada 202401:00 CET | Argentyna        | 1:0(0:0) | Peru | Estadio Monumental, Buenos Aires Sędzia: Wilmar Roldán |
| 20 listopada 202401:00 CET | La. Martínez 55' | 1:0(0:0) |      | Estadio Monumental, Buenos Aires Sędzia: Wilmar Roldán |

| 20 listopada 202401:00 CET | Chile                                               | 4:2(3:2) | Wenezuela                     | Estadio Nacional Julio Martínez Prádanos, Santiago Sędzia: Facundo Tello |
| 20 listopada 202401:00 CET | E. Vargas 20' · Rincón 29' (sam.) · Cepeda 38', 47' | 4:2(3:2) | 13' Savarino · 22' R. Ramírez | Estadio Nacional Julio Martínez Prádanos, Santiago Sędzia: Facundo Tello |

| 20 listopada 202401:45 CET | Brazylia   | 1:1(0:0) | Urugwaj      | Arena Fonte Nova, Salvador Sędzia: Piero Maza |
| 20 listopada 202401:45 CET | Gerson 62' | 1:1(0:0) | 55' Valverde | Arena Fonte Nova, Salvador Sędzia: Piero Maza |

### Kolejka 13
| 21 marca 202500:00 CET | Paragwaj     | 1:0(0:0) | Chile | Estadio Defensores del Chaco, Asunción Widzów: 31 193 Sędzia: Raphael Claus |
| 21 marca 202500:00 CET | Alderete 60' | 1:0(0:0) |       | Estadio Defensores del Chaco, Asunción Widzów: 31 193 Sędzia: Raphael Claus |

| 21 marca 202501:45 CET | Brazylia                             | 2:1(1:1) | Kolumbia | Estádio Mané Garrincha, Brasília Widzów: 70 027 Sędzia: Alexis Herrera |
| 21 marca 202501:45 CET | Raphinha 6' (k) · Vinícius Jr. 90+9' | 2:1(1:1) | 41' Díaz | Estádio Mané Garrincha, Brasília Widzów: 70 027 Sędzia: Alexis Herrera |

| 21 marca 202502:30 CET | Peru                                 | 3:1(2:0) | Boliwia      | Stadion Narodowy, Lima Sędzia: Yael Falcón Pérez |
| 21 marca 202502:30 CET | Polo 37' · Guerrero 45' · Flores 82' | 3:1(2:0) | 58' Terceros | Stadion Narodowy, Lima Sędzia: Yael Falcón Pérez |

| 21 marca 202522:00 CET | Ekwador           | 2:1(1:0) | Wenezuela   | Estadio Rodrigo Paz Delgado, Quito Sędzia: Ramon Abatti |
| 21 marca 202522:00 CET | Valencia 39', 46' | 2:1(1:0) | 90+1' Cádiz | Estadio Rodrigo Paz Delgado, Quito Sędzia: Ramon Abatti |

| 22 marca 202500:30 CET | Urugwaj    | 0:1(0:0) | Argentyna | Estadio Centenario, Montevideo Sędzia: Juan Gabriel Benítez |
| 22 marca 202500:30 CET | 68' Almada | 0:1(0:0) |           | Estadio Centenario, Montevideo Sędzia: Juan Gabriel Benítez |

### Kolejka 14
| 25 marca 202521:00 CET | Boliwia | 0:0(0:0) | Urugwaj | Estadio Municipal de El Alto, El Alto Widzów: 10 723 Sędzia: Augusto Aragón |
| 25 marca 202521:00 CET |         | 0:0(0:0) |         | Estadio Municipal de El Alto, El Alto Widzów: 10 723 Sędzia: Augusto Aragón |

| 26 marca 202501:00 CET | Wenezuela      | 1:0(1:0) | Peru | Estadio Monumental de Maturín, Maturín Widzów: 33 683 Sędzia: Cristian Garay |
| 26 marca 202501:00 CET | Rondón 41' (k) | 1:0(1:0) |      | Estadio Monumental de Maturín, Maturín Widzów: 33 683 Sędzia: Cristian Garay |

| 26 marca 202501:00 CET | Kolumbia            | 2:2(2:1) | Paragwaj                  | Estadio Metropolitano Roberto Meléndez, Barranquilla Widzów: 42 262 Sędzia: Facundo Tello |
| 26 marca 202501:00 CET | Díaz 1' · Durán 13' | 2:2(2:1) | 45+4' Alonso · 62' Enciso | Estadio Metropolitano Roberto Meléndez, Barranquilla Widzów: 42 262 Sędzia: Facundo Tello |

| 26 marca 202501:00 CET | Argentyna                                                   | 4:1(3:1) | Brazylia  | Estadio Monumental, Buenos Aires Sędzia: Andrés Rojas |
| 26 marca 202501:00 CET | Álvarez 4' · Fernández 12' · Mac Allister 37' · Simeone 71' | 4:1(3:1) | 26' Cunha | Estadio Monumental, Buenos Aires Sędzia: Andrés Rojas |

| 26 marca 202501:00 CET | Chile | 0:0(0:0) | Ekwador | Estadio Nacional Julio Martínez Prádanos, Santiago Widzów: 38 996 Sędzia: Gustavo Tejera |
| 26 marca 202501:00 CET |       | 0:0(0:0) |         | Estadio Nacional Julio Martínez Prádanos, Santiago Widzów: 38 996 Sędzia: Gustavo Tejera |

### Kolejka 15
| 6 czerwca 202501:00 CEST | Paragwaj                 | 2:0(1:0) | Urugwaj | Estadio Defensores del Chaco, Asunción Widzów: 30 005 Sędzia: Darío Herrera |
| 6 czerwca 202501:00 CEST | Galarza 13' · Enciso 81' | 2:0(1:0) |         | Estadio Defensores del Chaco, Asunción Widzów: 30 005 Sędzia: Darío Herrera |

| 6 czerwca 202501:00 CEST | Ekwador | 0:0(0:0) | Brazylia | Estadio Monumental Isidro Romero Carbo, Guayaquil Sędzia: Piero Maza |
| 6 czerwca 202501:00 CEST |         | 0:0(0:0) |          | Estadio Monumental Isidro Romero Carbo, Guayaquil Sędzia: Piero Maza |

| 6 czerwca 202503:00 CEST | Chile       | 0:1(0:1) | Argentyna | Estadio Nacional Julio Martínez Prádanos, Chile Widzów: 45 000 Sędzia: Jesús Valenzuela |
| 6 czerwca 202503:00 CEST | 16' Álvarez | 0:1(0:1) |           | Estadio Nacional Julio Martínez Prádanos, Chile Widzów: 45 000 Sędzia: Jesús Valenzuela |

| 6 czerwca 202522:30 CEST | Kolumbia | 0:0(0:0) | Peru | Estadio Metropolitano Roberto Meléndez, Barranquilla Widzów: 43 933 Sędzia: Wilton Sampaio |
| 6 czerwca 202522:30 CEST |          | 0:0(0:0) |      | Estadio Metropolitano Roberto Meléndez, Barranquilla Widzów: 43 933 Sędzia: Wilton Sampaio |

| 7 czerwca 202500:00 CEST | Wenezuela                      | 2:0(2:0) | Boliwia | Estadio Monumental, Maturín Widzów: 46 741 Sędzia: Yael Falcón Pérez |
| 7 czerwca 202500:00 CEST | Cuéllar 5' (sam.) · Rondón 30' | 2:0(2:0) |         | Estadio Monumental, Maturín Widzów: 46 741 Sędzia: Yael Falcón Pérez |

### Kolejka 16
| 10 czerwca 202522:00 CEST | Boliwia                    | 2:0(1:0) | Chile | Estadio Municipal de El Alto, El Alto Sędzia: Esteban Ostojich |
| 10 czerwca 202522:00 CEST | Terceros 5' · Monteiro 90' | 2:0(1:0) |       | Estadio Municipal de El Alto, El Alto Sędzia: Esteban Ostojich |

| 11 czerwca 202501:00 CEST | Urugwaj                         | 2:0(1:0) | Wenezuela | Estadio Centenario, Montevideo Sędzia: Raphael Claus |
| 11 czerwca 202501:00 CEST | Aguirre 43' · de Arrascaeta 47' | 2:0(1:0) |           | Estadio Centenario, Montevideo Sędzia: Raphael Claus |

| 11 czerwca 202501:00 CEST | Argentyna  | 1:1(0:1) | Kolumbia | Estadio Monumental, Buenos Aires Sędzia: Juan Gabriel Benítez |
| 11 czerwca 202501:00 CEST | Almada 81' | 1:1(0:1) | 24' Díaz | Estadio Monumental, Buenos Aires Sędzia: Juan Gabriel Benítez |

| 11 czerwca 202502:45 CEST | Brazylia     | 1:0(1:0) | Paragwaj | Neo Química Arena, São Paulo Sędzia: Facundo Tello |
| 11 czerwca 202502:45 CEST | Vinícius 44' | 1:0(1:0) |          | Neo Química Arena, São Paulo Sędzia: Facundo Tello |

| 11 czerwca 202503:30 CEST | Peru | 0:0(0:0) | Ekwador | Stadion Narodowy, Lima Sędzia: Andrés Rojas |
| 11 czerwca 202503:30 CEST |      | 0:0(0:0) |         | Stadion Narodowy, Lima Sędzia: Andrés Rojas |

### Kolejka 17
| 5 września 202501:30 CEST | Urugwaj |  | Peru | Estadio Centenario, Montevideo |
| 5 września 202501:30 CEST |         |  |      | Estadio Centenario, Montevideo |

| 5 września 202501:30 CEST | Kolumbia |  | Boliwia | Estadio Metropolitano Roberto Meléndez, Barranquilla |
| 5 września 202501:30 CEST |          |  |         | Estadio Metropolitano Roberto Meléndez, Barranquilla |

| 5 września 202501:30 CEST | Paragwaj |  | Ekwador | Estadio Defensores del Chaco, Asunción |
| 5 września 202501:30 CEST |          |  |         | Estadio Defensores del Chaco, Asunción |

| 5 września 202501:30 CEST | Argentyna |  | Wenezuela | Estadio Monumental, Buenos Aires |
| 5 września 202501:30 CEST |           |  |           | Estadio Monumental, Buenos Aires |

| 5 września 202502:30 CEST | Brazylia |  | Chile |  |
| 5 września 202502:30 CEST |          |  |       |  |

### Kolejka 18
| 10 września 202501:00 CEST | Ekwador |  | Argentyna | Estadio Monumental Isidro Romero Carbo, Guayaquil |
| 10 września 202501:00 CEST |         |  |           | Estadio Monumental Isidro Romero Carbo, Guayaquil |

| 10 września 202501:30 CEST | Peru |  | Paragwaj | Stadion Narodowy, Lima |
| 10 września 202501:30 CEST |      |  |          | Stadion Narodowy, Lima |

| 10 września 202501:30 CEST | Wenezuela |  | Kolumbia | Estadio Monumental, Maturín |
| 10 września 202501:30 CEST |           |  |          | Estadio Monumental, Maturín |

| 10 września 202501:30 CEST | Boliwia |  | Brazylia | Estadio Municipal de El Alto, El Alto |
| 10 września 202501:30 CEST |         |  |          | Estadio Municipal de El Alto, El Alto |

| 10 września 202501:30 CEST | Chile |  | Urugwaj | Estadio Nacional Julio Martínez Prádanos, Santiago |
| 10 września 202501:30 CEST |       |  |         | Estadio Nacional Julio Martínez Prádanos, Santiago |

## Strzelcy

### 7 goli
- Luis Díaz

### 6 goli
- Lionel Messi
- Miguel Terceros

### 5 goli
- Raphinha
- Enner Valencia
- Darwin Núñez
- Salomón Rondón

### 4 gole
- Julián Álvarez
- Antonio Sanabria

### 3 gole
- Thiago Almada
- Lautaro Martínez
- Nicolás Otamendi
- Rodrygo
- Eduardo Vargas
- Julio Enciso
- Nicolás de la Cruz

### 2 gole
- Nicolás González
- Enzo Fernández
- Alexis Mac Allister
- Carmelo Algarañaz
- Enzo Monteiro
- Ramiro Vaca
- Luiz Henrique
- Neymar
- Vinícius Júnior
- Lucas Cepeda
- Gonzalo Plata
- Félix Torres
- Rafael Santos Borré
- Jhon Durán
- James Rodríguez
- Omar Alderete
- Rodrigo Aguirre
- Federico Valverde
- Jefferson Savarino

### 1 gol
- Paulo Dybala
- Giuliano Simeone
- Nicolás Tagliafico
- Víctor Ábrego
- Rodrigo Ramallo
- Ervin Vaca
- Henry Vaca
- Matheus Cunha
- Gabriel Magalhães
- Gerson
- Igor Jesus
- Marquinhos
- Gabriel Martinelli
- Andreas Pereira
- Marcelino Núñez
- Diego Valdés
- Arturo Vidal
- Ángel Mena
- Alex Minda
- Kendry Páez
- Kevin Rodríguez
- Carlos Andrés Gómez
- Yerson Mosquera
- Juan Fernando Quintero
- Davinson Sánchez
- Luis Sinisterra
- Mateus Uribe
- Miguel Almirón
- Júnior Alonso
- Matías Galarza
- Diego Gómez
- Miguel Araujo
- Alexander Callens
- Edison Flores
- Paolo Guerrero
- Andy Polo
- Yoshimar Yotún
- Ronald Araújo
- Agustín Canobbio
- Giorgian de Arrascaeta
- Mathías Olivera
- Manuel Ugarte
- Jon Aramburu
- Eduard Bello
- Jhonder Cádiz
- Darwin Machís
- Rubén Ramírez
- Telasco Segovia
- Yeferson Soteldo

### Gole samobójcze
- Héctor Cuéllar (dla  Wenezueli)
- Gabriel Villamíl (dla  Urugwaju)
- Davinson Sánchez (dla  Urugwaju)
- Tomás Rincón (dla  Chile)